# Gbedikpe Emmanuel Amouzou
Gbedikpe Emmanuel Amouzou (* 28. Januar 1954) ist ein ehemaliger togoischer Radrennfahrer.

## Sportliche Laufbahn
Amouzou war Teilnehmer der Olympischen Sommerspiele 1972 in München. Im olympischen Straßenrennen schied er beim Sieg von Hennie Kuiper aus. Togo startete zum ersten Mal bei Olympischen Sommerspielen im Radsport.